# إدراك مجسد

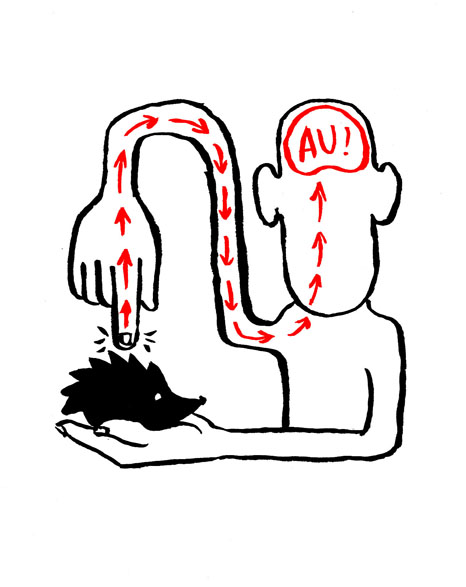

الإدراك المجسّد أو الإدراك المكتسب بشكل محسوس، هو النظرية القائلة بأن العديد من سمات الإدراك تتشكل من جوانب الجسم بأكمله. وتشمل سمات الإدراك مفاهيم عقلية عالية المستوى (مثل المفاهيم والتقسيمات) وأداء مختلف المهام المعرفية (مثل التفكير أو إصدار الحكم). تشمل جوانب الجسم النظام الحركي، والنظام الحسي، والتفاعلات الجسدية مع البيئة، والافتراضات حول العالم الذي بني في الكائن.
يطعن طرح الإدراك المجسد في نظريات أخرى، مثل المعرفية، والازدواجية الديكارتية. ويرتبط ارتباطًا وثيقا بأطروحات العقل الممتد، والتفاعلية (مع المحيط). تعتمد الرؤية الحديثة على رؤى مستمدة من الأبحاث الحديثة في علم النفس، واللغويات، وعلوم الإدراك، والأنظمة الديناميكية، والذكاء الاصطناعي، والروبوتات، والإدراك الحيواني، وإدراك النباتات، وبيولوجيا الأعصاب.

## نظرية التجسيد
في الفلسفة، يرى الإدراك المجسد أن إدراك الكائن يتأثر بشدة بجوانب جسم الكائن خارج المخ نفسه. في اقتراحهم بنهج نشط إزاء إدراك فاريلا وآخرون، عرف «المجسد» بأنه:
"باستخدام المصطلح «المجسد» نعني إبراز نقطتين: أولا أن الإدراك يعتمد على نوع الخبرة التي تأتي من وجود جسم لديه قدرات مختلفة من المشعرات والحواس، وثانيًا، أن هذه القدرات الفردية للإحساس هي نفسها راسخة ضمن السياق البيولوجي والنفسي والثقافي الشامل. —فرانسيسكو ج. فاريلا وايفان تومسون وإليانور روش: العقل المجسد: العلوم المعرفية وخبرات الإنسان.
يفسر بعض الكتاب اعتماد الإدراك على الجسم والتفاعلات البيئية معه بالقول بأن الإدراك، في النظم البيولوجية الحقيقية، ليس غاية في حد ذاته بل مقيدا بأهداف النظام وقدراته. ولكنهم يزعمون أن مثل هذه القيود لا تعني أن الإدراك يقيده السلوك التكيفي (أو التحليل الذاتي) وحده، بل إن الإدراك يتطلب نوعا ما من معالجة المعلومات...تحويل أو اتصال المعلومات الواردة"، التي يتضمن الحصول عليها على "استكشاف البيئة وتحسينها".
"ولكن من الخطأ أن نفترض أن الإدراك يتكون ببساطة من بناء بيانات دقيقة إلى أقصى حد من المعلومات...إن اكتساب المعرفة هو بمثابة نقطة انطلاق لتحقيق الهدف الأكثر إلحاحا المتمثل في توجيه السلوك للاستجابة للظروف المحيطة المتغيرة بالنظام.—مارتشين ميكوفسكي: شرح العقل المحوسب، ص 4
إن فصل الإدراك المجسد عن الإدراك الموسع والإدراك الواقعي يمكن أن يستند إلى فرضية التجسيد:
نظرية التجسيد: تتجسد العديد من سمات الإدراك في أنها تعتمد اعتمادا عميقا على خصائص الجسم الفيزيائي لعامل ما، بحيث يؤدي العامل خارج الدماغ دورا سببيا هاما، أو دورا تكوينيا جسديا، في المعالجة الإدراكية لهذا العامل. —را ويلسون وإل فوغليا، كونهما عالمان في موسوعة ستانفورد للفلسفة.
وتغفل هذه الرسالة الإشارة المباشرة إلى بعض جوانب «السياق البيولوجي والنفسي والثقافي الأكثر شمولا» التي تضمنها فاريلا وآخرون. وتؤكد أطروحة العقل الموسع، على النقيض من رسالة التجسيد، أن المعالجة المعرفية لا تقتصر على المخ ولا حتى على الجسم، بل تمتد إلى الخارج إلى عالم العامل.

## خلفية فلسفية
دعا الفيلسوف إيمانويل كانت، في كتابه «التاريخ الطبيعي العام ونظرية السماء» (1755)، إلى النظر في مشكلة العقل والجسد مع النظرة المجسدة. تشمل بعض الصعوبات في تفسير كون هذا الرأي (i) الرأي القائل بأن كانت يحمل المعرفة التجريبية والمحددة للجسد، التي لا يمكن أن تدعم الادعاءات المسبقة و (ii) الرأي الذي يزعم أن كانت يرى أن الفلسفة، رغم أنها مكلفة بتوضيح الكيفية التي نستطيع بها الحصول على المعرفة التجريبية، فليست في حد ذاتها تجريبية.
اقترح خوسيه أورتيغا إي غاسيت، وجورج سانتايانا، وميغل دي أونامونو، وموريس ميرسو  بونتي، ومارتن هيديغر، وغيرهم من الأشخاص الذين ينتمون إلى التقاليد الوجودية عموما، فلسفات ذهنية تؤثر على وضع «أطروحة» التجسيد الحديثة.
دعمت حركة التجسيد في الذكاء الاصطناعي حجة التجسيد في الفلسفة ونظرة منقحة للإيثولوجيا:
يجب النظر إلى أشكال النشاط النمطية للأنواع كظواهر ناشئة في ثلاثة حواس مختلفة للكلمة. لقد ظهرت...من خلال الانتقاء الطبيعي....بعملية النضج و / أو التعلم...ومن التفاعلات بين أنشطة الكائن المنخفضة المستوى وبيئته النموذجية.—هورست هندريكس-جانسن يمسك بأنفسنا في القانون، ص 10
كما أعطت هذه التطورات العواطف مكانة جديدة في فلسفة العقل باعتبارها مكونا لا غنى عنه، وليس إضافة غير أساسية للفكر العقلاني. وفي فلسفة العقل، تتفق فكرة تجسيد الإدراك مع آراء أخرى للإدراك، مثل الإدراك الواقعي أو الخارجيانية.

## الارتباط مع العلوم
الإدراك المجسد هو موضوع بحث في علم النفس الاجتماعي والإدراكي، يغطي مسائل مثل التفاعل الاجتماعي وصنع القرار. يعكس الإدراك المجسد الحجة القائلة بأن النظام الحركي يؤثر على إدراكنا، تماما كما يؤثر العقل على الأفعال الجسدية. على سبيل المثال، عندما يحمل المشاركون قلم رصاص في أسنانهم ويبتسمون، يستوعبون الجمل السارة أسرع من الجمل غير السارة.
كتب جورج لاكوف (عالم ولغوي) ومعاونيه (بما في ذلك مارك جونسون، ومارك تيرنر، ورافاييل إي) سلسلة من الكتب التي تعزز وتوسع نطاق الدراسة استنادا إلى اكتشافات في العلوم المعرفية، مثل المجاز المفاهيمي ومخطط الصورة. أكدت إيرينا تروفيموفا في نفس الوقت تجريبيا الظواهر «إسقاط بواسطة القدرات»، كنموذج لنظرية التجسيد.
زعم باحثون في مجال الروبوتات مثل رودني بروكس وهانز مورافيك ورولف ففير أن الذكاء الاصطناعي الحقيقي لا يمكن تحقيقه إلا بواسطة آلات لديها مهارات حسية وحركية وتربطها بالعالم من خلال جسم. وقد ألهمت رؤى باحثي الروبوتات الفلاسفة مثل أندي كلارك وهورست هندريكس جانسن.
حدد علماء الأعصاب جيرالد إدلمان وأنتونيو داماسيو وآخرون الصلة بين الجسم والبنية الفردية في الدماغ وجوانب العقل مثل الوعي والعاطفة والوعي الذاتي والإرادة. كما ألهم علم الأحياء غريغوري باتيسون وهمبيرتو ماتورانا وفرانسيسكو فاريلا وإليانور روش وإيفان طومبسون عن كثب لتطوير فكرة حول الموضوع، أسموها بنظرية «التفاعلية». تقول النظرية الحركية لإدراك الكلام التي اقترحها ألفين ليبرمان وزملاؤه في مختبرات هاسكينز أن تحديد الكلمات يتجسد في تصور الحركات الجسدية التي يتم بها التعبير عن الكلمات المنطوقة.
في الأعمال ذات الصلة في هاسكينز، طوّر بول مرز، وميلستين وفيليب روبين ولوى جولدشتاين وزملاؤه أدوات اصطناعية خاصة للنمذجة الحسابية لعلم وظائف الجسم الخاص بالمجرى الصوتي، الأمر الذي يبين كيف يمكن تشكيل إدراك وفهم الكلام بقيود بيولوجية. وقد امتد ذلك إلى المجال الصوتي-المرئي من خلال نهج «الرؤوس الحوارية» الذي يتبعه إريك فاتيكيوتيس-باتيسون وروبين وزملاء آخرين.

## علم النفس

### فهم اللغة
يوسع بعض الباحثين نطاق الإدراك المجسد ليشمل اللغة. ويصفون اللغة بأنها أداة تساعد على توسيع إحساسنا بالجسم. على سبيل المثال، عندما يطلب منا تحديد هذا الشيء، يختار المشاركون في أغلب الأحيان جسما بالقرب منهم. وفي المقابل، عندما يطلب منهم تحديد «ذلك»، يختار المشاركون شيئا بعيدا عنهم. تسمح لنا اللغة بالتمييز بين المسافات بطرق أكثر تعقيدا من الفرق الحسي البسيط بين الكائنات القريبة والبعيدة.

## العلوم المعرفية واللغويات
طور جورج لاكوف ومعاونوه عدة أدلة تشير إلى أن الناس يستخدمون فهمهم للأجسام العادية، والتصرفات والحالات (مثل الحاويات، المساحات، المسارات) لفهم مجالات أخرى أكثر تعقيدا (مثل الرياضيات، العلاقات، الموت). ويزعم لاكوف أن كل الإدراك يقوم على المعرفة التي تأتي من الجسم وأن مجالات أخرى تم رسمها على معرفتنا المجسدة باستخدام مزيج من المجاز المفاهيمي، مخطط الصورة والنماذج الأولية.